# Allyson Swaby
Allyson Renee Swaby (Hartford, 3 ottobre 1996) è una calciatrice statunitense naturalizzata giamaicana, difensore del Crystal Palace e della nazionale giamaicana.

## Biografia
Swaby è nata a Hartford, nello stato americano del Connecticut, da padre giamaicano e da madre inglese, ma di origini giamaicane.
Anche la sorella minore Chantelle è una calciatrice, nonché sua compagna di squadra nella nazionale giamaicana.

## Carriera

### Club
Nata nel 1996, ha giocato a livello universitario per 3 anni, dal 2014 al 2017, con le Eagles del Boston College, in Massachusetts. Nel 2018 si è trasferita in Europa, al Fjarðab/Höttur/Leiknir, squadra islandese, con cui ha giocato in 2. deild kvenna, terza serie del calcio femminile d'Islanda durante i mesi estivi, ottenendo 12 presenze e 5 reti tra campionato e Coppa d'Islanda.
Nel novembre dello stesso anno è andata a giocare in Italia, alla Roma, in Serie A. È rimasta a giocare alla Roma per tre stagioni e mezza, conquistando anche la Coppa Italia 2021-22. A inizio gennaio 2022, subito dopo la disputa della Supercoppa italiana, ha annunciato il suo trasferimento all'Angel City, neonata società statunitense, iscritta alla NWSL per la stagione 2022.
In campionato il tecnico Freya Coombe pur convocandola la utilizza solo sporadicamente, per lei il debutto in NWSL solo alla 13ª giornata, rilevando Ali Riley all'84' dell'incontro pareggiato 2-2 in trasferta con l'Orlando Pride, e una seconda, sempre per pochi minuti, al termine della partita persa in casa 3-1 con il Racing Louisville.
La stagione successiva il club decide di cederla in prestito alle francesi del Paris Saint-Germain, tuttavia entrata in organico per la seconda parte della stagione 2022-2023 non riesce a trovare spazio per le scelte del tecnico Didier Ollé-Nicolle chiudendo la sua esperienza francese senza nessuna convocazione.
Il 14 agosto 2023, Swaby viene ingaggiata a titolo definitivo dal Milan, in Serie A, con cui firma un contratto triennale: torna così in Italia a un anno e mezzo dall'ultima esperienza.
Il 31 gennaio 2025 viene acquistata, a titolo definitivo, dal Crystal Palace.

### Nazionale
Nel 2018, Swaby ha disputato le prime gare ufficiali con la nazionale maggiore giamaicana, ed è stata convocata per il CONCACAF Women's Championship, dove con 4 presenze in 5 gare (tra le quali la finalina per il 3º posto contro Panama, nella quale è rimasta in campo per tutti i 120 minuti) ha contribuito alla prima qualificazione di sempre delle Reggae Girlz a un Mondiale, quello di Francia 2019.
Nel giugno del 2023, è stata inclusa dal CT Lorne Donaldson nella rosa giamaicana partecipante ai Mondiali di calcio in Australia e Nuova Zelanda, in cui la squadra ha conquistato la sua prima qualificazione alla fase ad eliminazione diretta del torneo, prima di essere eliminata dalla Colombia negli ottavi di finale.

## Statistiche

### Presenze e reti nei club
Statistiche aggiornate al 28 gennaio 2025.
| Stagione        | Squadra                | Campionato      | Campionato | Campionato | Coppe nazionali | Coppe nazionali | Coppe nazionali | Coppe continentali | Coppe continentali | Coppe continentali | Altre coppe | Altre coppe | Altre coppe | Totale | Totale |
| Stagione        | Squadra                | Comp            | Pres       | Reti       | Comp            | Pres            | Reti            | Comp               | Pres               | Reti               | Comp        | Pres        | Reti        | Pres   | Reti   |
| --------------- | ---------------------- | --------------- | ---------- | ---------- | --------------- | --------------- | --------------- | ------------------ | ------------------ | ------------------ | ----------- | ----------- | ----------- | ------ | ------ |
| 2018            | Fjarðab/Höttur/Leiknir | 2D              | 11         | 5          | CI              | 1               | 0               |                    | -                  | -                  |             | -           | -           | 12     | 5      |
| nov. 18-2019    | Roma                   | A               | 9          | 1          | CI              | 5               | 0               |                    | -                  | -                  |             | -           | -           | 14     | 1      |
| 2019-2020       | Roma                   | A               | 13         | 0          | CI              | 3               | 1               |                    | -                  | -                  |             | -           | -           | 16     | 1      |
| 2020-2021       | Roma                   | A               | 22         | 1          | CI              | 6               | 0               |                    | -                  | -                  | SI          | 1           | 1           | 29     | 2      |
| 2021-2022       | Roma                   | A               | 11         | 0          | CI              | 1               | 0               |                    | -                  | -                  | SI          | 1           | 0           | 13     | 0      |
| Totale Roma     | Totale Roma            | Totale Roma     | 55         | 2          |                 | 15              | 1               |                    | -                  | -                  |             | 2           | 1           | 71     | 4      |
| 2022            | Angel City             | NWSL            | 2          | 0          | USCC            | 2               | -               |                    | -                  | -                  |             | -           | -           | 4      | 0      |
| 2022-2023       | Paris Saint-Germain    | D1              | -          | -          | CF              | -               | -               | UWCL               | -                  | -                  | TC          | -           | -           | -      | -      |
| 2023-2024       | Milan                  | A               | 19         | 0          | CI              | 1               | 0               |                    | -                  | -                  |             | -           | -           | 20     | 0      |
| 2024-gen. 2025  | Milan                  | A               | 8          | 0          | CI              | 3               | 0               | -                  | -                  | -                  | -           | -           | -           | 11     | 0      |
| Totale Milan    | Totale Milan           | Totale Milan    | 27         | 0          | -               | 4               | 0               | -                  | -                  | -                  | -           | -           | -           | 31     | 0      |
| Totale carriera | Totale carriera        | Totale carriera | 96         | 7          |                 | 22              | 1               |                    | -                  | -                  |             | 2           | 1           | 120    | 9      |

### Cronologia presenze e reti in nazionale
(parziale)

| Cronologia completa delle presenze e delle reti in nazionale ― Giamaica | Cronologia completa delle presenze e delle reti in nazionale ― Giamaica | Cronologia completa delle presenze e delle reti in nazionale ― Giamaica | Cronologia completa delle presenze e delle reti in nazionale ― Giamaica | Cronologia completa delle presenze e delle reti in nazionale ― Giamaica | Cronologia completa delle presenze e delle reti in nazionale ― Giamaica | Cronologia completa delle presenze e delle reti in nazionale ― Giamaica | Cronologia completa delle presenze e delle reti in nazionale ― Giamaica |
| Data                                                                    | Città                                                                   | In casa                                                                 | Risultato                                                               | Ospiti                                                                  | Competizione                                                            | Reti                                                                    | Note                                                                    |
| ----------------------------------------------------------------------- | ----------------------------------------------------------------------- | ----------------------------------------------------------------------- | ----------------------------------------------------------------------- | ----------------------------------------------------------------------- | ----------------------------------------------------------------------- | ----------------------------------------------------------------------- | ----------------------------------------------------------------------- |
| 26-8-2018                                                               | Kingston                                                                | Giamaica                                                                | 9 – 0                                                                   | Antigua e Barbuda                                                       | Qual. Mondiali 2019                                                     | -                                                                       |                                                                         |
| 1-9-2018                                                                | Kingston                                                                | Trinidad e Tobago                                                       | 1 – 4                                                                   | Giamaica                                                                | Qual. Mondiali 2019                                                     | -                                                                       | 62’                                                                     |
| 6-10-2018                                                               | Edinburg                                                                | Canada                                                                  | 2 – 0                                                                   | Giamaica                                                                | Qual. Mondiali 2019                                                     | -                                                                       |                                                                         |
| 9-10-2018                                                               | Edinburg                                                                | Giamaica                                                                | 1 – 0                                                                   | Costa Rica                                                              | Qual. Mondiali 2019                                                     | -                                                                       |                                                                         |
| 15-10-2018                                                              | Frisco                                                                  | Stati Uniti                                                             | 6 – 0                                                                   | Giamaica                                                                | Qual. Mondiali 2019                                                     | -                                                                       |                                                                         |
| 17-10-2018                                                              | Frisco                                                                  | Giamaica                                                                | 2 – 2 dts (2-4 dtr)                                                     | Panama                                                                  | Qual. Mondiali 2019                                                     | -                                                                       |                                                                         |
| 1-3-2019                                                                | Kingston                                                                | Giamaica                                                                | 1 – 0                                                                   | Cile                                                                    | Amichevole                                                              | -                                                                       | 92’                                                                     |
| 28-5-2019                                                               | Glasgow                                                                 | Scozia                                                                  | 3 – 2                                                                   | Giamaica                                                                | Amichevole                                                              | -                                                                       |                                                                         |
| 9-6-2019                                                                | Grenoble                                                                | Brasile                                                                 | 3 – 0                                                                   | Giamaica                                                                | Mondiali 2019                                                           | -                                                                       |                                                                         |
| 14-6-2019                                                               | Reims                                                                   | Giamaica                                                                | 0 – 5                                                                   | Italia                                                                  | Mondiali 2019                                                           | -                                                                       |                                                                         |
| 18-6-2019                                                               | Grenoble                                                                | Giamaica                                                                | 1 – 4                                                                   | Australia                                                               | Mondiali 2019                                                           | -                                                                       |                                                                         |
| 30-1-2020                                                               | Edinburg                                                                | Messico                                                                 | 1 – 0                                                                   | Giamaica                                                                | Qual. Olimpiadi 2020                                                    | -                                                                       |                                                                         |
| 2-2-2020                                                                | Edinburg                                                                | Giamaica                                                                | 0 – 9                                                                   | Canada                                                                  | Qual. Olimpiadi 2020                                                    | -                                                                       |                                                                         |
| 5-2-2020                                                                | Edinburg                                                                | Giamaica                                                                | 7 – 0                                                                   | Saint Kitts e Nevis                                                     | Qual. Olimpiadi 2020                                                    | -                                                                       |                                                                         |
| 14-6-2021                                                               | Houston                                                                 | Stati Uniti                                                             | 4 – 0                                                                   | Giamaica                                                                | Amichevole                                                              | -                                                                       |                                                                         |
| 24-10-2021                                                              | Fort Lauderdale                                                         | Costa Rica                                                              | 0 – 0                                                                   | Giamaica                                                                | Amichevole                                                              | -                                                                       | 38’                                                                     |
| 3-9-2022                                                                | Hwaseong                                                                | Corea del Sud                                                           | 1 – 0                                                                   | Giamaica                                                                | Amichevole                                                              | -                                                                       |                                                                         |
| 16-2-2023                                                               | Gosford                                                                 | Spagna                                                                  | 3 – 0                                                                   | Giamaica                                                                | Cup of Nations 2023                                                     | -                                                                       |                                                                         |
| 19-2-2023                                                               | Sydney                                                                  | Giamaica                                                                | 2 – 3                                                                   | Rep. Ceca                                                               | Cup of Nations 2023                                                     | -                                                                       |                                                                         |
| 22-2-2023                                                               | Newcastle                                                               | Australia                                                               | 3 – 0                                                                   | Giamaica                                                                | Cup of Nations 2023                                                     | -                                                                       |                                                                         |
| Totale                                                                  |                                                                         | Presenze                                                                | 20                                                                      |                                                                         | Reti                                                                    | 0                                                                       |                                                                         |

## Palmarès

### Competizioni nazionali
- Coppa Italia: 1

Roma: 2020-2021